# División de Honor Plata femenina de Balonmano 2025-26
La División de Honor Plata femenina de balonmano 2024-25 es la cuarta temporada de la competición de liga de la tercera categoría del balonmano femenino en España, la División de Honor Plata femenina de balonmano.
La División se divide entre 3 grupos con los mismos equipos (14 cada uno), y un grupo, el C, con 13 equipos, que se enfrenta en formato liguilla, a ida y vuelta.  

## Equipos
| Grupo A                                    | Com.                               | Grupo B                                                   | Com.                              |
| ------------------------------------------ | ---------------------------------- | --------------------------------------------------------- | --------------------------------- |
| Hand Vall Valladolid                       | Bandera de Castilla y León         | Aiala Zarautz Z.K.E.                                      | Bandera del País Vasco            |
| Cavidel Aula Valladolid                    | Bandera de Castilla y León         | ECA Malkaitz Eskubaloia                                   | Bandera del País Vasco            |
| C. B. Romade                               | Bandera de Canarias                | Sustatuz Los Chelines                                     | Bandera de Cantabria              |
| Inelsa Solar Asmubal Meaño                 | Bandera de Galicia                 | Urdaneta                                                  | Bandera del País Vasco            |
| Club Deportivo Balonmano Fuentes Carrionas | Bandera de Castilla y León         | Anabel Lee Camargo 74                                     | Bandera de Cantabria              |
| Rocasa Gran Canaria                        | Bandera de Canarias                | Blendio Sinfín Santander                                  | Bandera de Asturias               |
| Oliveira & Faro Saeplast Cañiza            | Bandera de Galicia                 | Bera Bera                                                 | Bandera del País Vasco            |
| Healthy Poke Bm Leganés                    | Bandera de la Comunidad de Madrid  | Lauko Ermuko Errotobarri                                  | Bandera del País Vasco            |
| Alegra BM Sanse                            | Bandera de la Comunidad de Madrid  | Eibar Eskubaloia                                          | Bandera del País Vasco            |
| Rubensa Indupor BM Porriño                 | Bandera de Galicia                 | Grupo Kursaal Basauri                                     | Bandera del País Vasco            |
| Club Balonmano Gijón                       | Bandera de Asturias                | BM. Loyola                                                | Bandera de Navarra                |
| Club Balonmano Getasur                     | Bandera de la Comunidad de Madrid  | Kukullaga Etxebarri                                       | Bandera del País Vasco            |
| SAR Rodavigo                               | Bandera de Galicia                 | Replasa Beti-Onak                                         | Bandera de Navarra                |
| Club Balonmano Perdoma                     | Bandera de Canarias                | Gala Gar Toper Zaragoza Bm La Jota                        | Bandera de Aragón                 |
| Grupo C                                    |                                    | Grupo D                                                   |                                   |
| Fundación Handbol Sant Vicenç              | Bandera de Cataluña                | Madrid Base Villaverde                                    | Bandera de la Comunidad de Madrid |
| KH-7 Bm Granollers Atlètic                 | Bandera de Cataluña                | Ayto Carrión - Bm Pozuelo de CVA.                         | Bandera de Castilla-La Mancha     |
| Club Almassora Balonmano                   | Bandera de la Comunidad Valenciana | Agrinova Costa del Almería Roquetas                       | Bandera de Andalucía              |
| Atticgo Balonmano Elche                    | Bandera de la Comunidad Valenciana | Club Balonmano Alcobendas                                 | Bandera de la Comunidad de Madrid |
| Club Handbol Palautordera-Salicru          | Bandera de Cataluña                | Gestoría Bravo C. Bm. Colegio San Francisco de Asís Mijas | Bandera de Andalucía              |
| Handbol Sant Quirze                        | Bandera de Cataluña                | Melilla Ciudad del Deporte Bm-T Maravilla                 | Bandera de Melilla                |
| Mubak BM La Roca                           | Bandera de Cataluña                | Caserío Ciudad Real                                       | Bandera de Castilla-La Mancha     |
| MGC Mutua Handbol Ribes                    | Bandera de Cataluña                | C.D. Urci Almería                                         | Bandera de Andalucía              |
| Levante UD Bm Marni                        | Bandera de la Comunidad Valenciana | Club Bm Estudiantes                                       | Bandera de Ceuta                  |
| OAR Gracia Sabadell                        | Bandera de Cataluña                | Helvetia Montequinto                                      | Bandera de Andalucía              |
| Handbol Sant Joan Despí A                  | Bandera de Cataluña                | DEZA CBM                                                  | Bandera de Andalucía              |
| Bm Morro Jable V.C.                        | Bandera de Galicia                 | UCAM Balonmano Murcia                                     | Bandera de la Región de Murcia    |
| Redi Handbol Onda                          | Bandera de la Comunidad Valenciana | Balonmano Torrejón                                        | Bandera de la Comunidad de Madrid |
|                                            |                                    | Balonmano Casa Álvarez Imperial                           | Bandera de Castilla-La Mancha     |

## Liga regular

### Grupo A
| | Equipo                                     | Puntos | J | G | E | P | GF | GC | DG |
| --- | ------------------------------------------ | ------ | - | - | - | - | -- | -- | -- |
| 1 | Hand Vall Valladolid                       | 0      | 0 | 0 | 0 | 0 | 0  | 0  | 0  |
| 2 | Cavidel Aula Valladolid                    | 0      | 0 | 0 | 0 | 0 | 0  | 0  | 0  |
| 3 | C. B. Romade                               | 0      | 0 | 0 | 0 | 0 | 0  | 0  | 0  |
| 4 | Inelsa Solar Asmubal Meaño                 | 0      | 0 | 0 | 0 | 0 | 0  | 0  | 0  |
| 5 | Club Deportivo Balonmano Fuentes Carrionas | 0      | 0 | 0 | 0 | 0 | 0  | 0  | 0  |
| 6 | Rocasa Gran Canaria                        | 0      | 0 | 0 | 0 | 0 | 0  | 0  | 0  |
| 7 | Oliveira & Faro Saeplast Cañiza            | 0      | 0 | 0 | 0 | 0 | 0  | 0  | 0  |
| 8 | Healthy Poke Bm Leganés                    | 0      | 0 | 0 | 0 | 0 | 0  | 0  | 0  |
| 9 | Alegra BM Sanse                            | 0      | 0 | 0 | 0 | 0 | 0  | 0  | 0  |
| 10 | Rubensa Indupor BM Porriño                 | 0      | 0 | 0 | 0 | 0 | 0  | 0  | 0  |
| 11 | Club Balonmano Gijón                       | 0      | 0 | 0 | 0 | 0 | 0  | 0  | 0  |
| 12 | Club Balonmano Getasur                     | 0      | 0 | 0 | 0 | 0 | 0  | 0  | 0  |
| 13 | SAR Rodavigo                               | 0      | 0 | 0 | 0 | 0 | 0  | 0  | 0  |
| 14 | Club Balonmano Perdoma                     | 0      | 0 | 0 | 0 | 0 | 0  | 0  | 0  |
| Fuente: Federación Española de Balonmano: Clasificación de la División de Honor Plata Femenina - Grupo A; actualización automática |                                            |        |   |   |   |   |    |    |    |

### Grupo B
| | Equipo                             | Puntos | J | G | E | P | GF | GC | DG |
| --- | ---------------------------------- | ------ | - | - | - | - | -- | -- | -- |
| 1 | Aiala Zarautz Z.K.E.               | 0      | 0 | 0 | 0 | 0 | 0  | 0  | 0  |
| 2 | ECA Malkaitz Eskubaloia            | 0      | 0 | 0 | 0 | 0 | 0  | 0  | 0  |
| 3 | Sustatuz Los Chelines              | 0      | 0 | 0 | 0 | 0 | 0  | 0  | 0  |
| 4 | Urdaneta                           | 0      | 0 | 0 | 0 | 0 | 0  | 0  | 0  |
| 5 | Anabel Lee Camargo 74              | 0      | 0 | 0 | 0 | 0 | 0  | 0  | 0  |
| 6 | Blendio Sinfín Santander           | 0      | 0 | 0 | 0 | 0 | 0  | 0  | 0  |
| 7 | Bera Bera                          | 0      | 0 | 0 | 0 | 0 | 0  | 0  | 0  |
| 8 | Lauko Ermuko Errotobarri           | 0      | 0 | 0 | 0 | 0 | 0  | 0  | 0  |
| 9 | Eibar Eskubaloia                   | 0      | 0 | 0 | 0 | 0 | 0  | 0  | 0  |
| 10 | Grupo Kursaal Basauri              | 0      | 0 | 0 | 0 | 0 | 0  | 0  | 0  |
| 11 | BM. Loyola                         | 0      | 0 | 0 | 0 | 0 | 0  | 0  | 0  |
| 12 | Kukullaga Etxebarri                | 0      | 0 | 0 | 0 | 0 | 0  | 0  | 0  |
| 13 | Replasa Beti-Onak                  | 0      | 0 | 0 | 0 | 0 | 0  | 0  | 0  |
| 14 | Gala Gar Toper Zaragoza Bm La Jota | 0      | 0 | 0 | 0 | 0 | 0  | 0  | 0  |
| Fuente: Federación Española de Balonmano: Clasificación de la División de Honor Plata Femenina - Grupo B; actualización automática |                                    |        |   |   |   |   |    |    |    |

### Grupo C
| | Equipo                            | Puntos | J | G | E | P | GF | GC | DG |
| --- | --------------------------------- | ------ | - | - | - | - | -- | -- | -- |
| 1 | Fundación Handbol Sant Vicenç     | 0      | 0 | 0 | 0 | 0 | 0  | 0  | 0  |
| 2 | KH-7 Bm Granollers Atlètic        | 0      | 0 | 0 | 0 | 0 | 0  | 0  | 0  |
| 3 | Club Almassora Balonmano          | 0      | 0 | 0 | 0 | 0 | 0  | 0  | 0  |
| 4 | Atticgo Balonmano Elche           | 0      | 0 | 0 | 0 | 0 | 0  | 0  | 0  |
| 5 | Club Handbol Palautordera-Salicru | 0      | 0 | 0 | 0 | 0 | 0  | 0  | 0  |
| 6 | Handbol Sant Quirze               | 0      | 0 | 0 | 0 | 0 | 0  | 0  | 0  |
| 7 | Mubak BM La Roca                  | 0      | 0 | 0 | 0 | 0 | 0  | 0  | 0  |
| 8 | MGC Mutua Handbol Ribes           | 0      | 0 | 0 | 0 | 0 | 0  | 0  | 0  |
| 9 | Levante UD Bm Marni               | 0      | 0 | 0 | 0 | 0 | 0  | 0  | 0  |
| 10 | OAR Gracia Sabadell               | 0      | 0 | 0 | 0 | 0 | 0  | 0  | 0  |
| 11 | Handbol Sant Joan Despí A         | 0      | 0 | 0 | 0 | 0 | 0  | 0  | 0  |
| 12 | Redi Handbol Onda                 | 0      | 0 | 0 | 0 | 0 | 0  | 0  | 0  |
| 13 | Bm Morro Jable V.C.               | 0      | 0 | 0 | 0 | 0 | 0  | 0  | 0  |
| Fuente: Federación Española de Balonmano: Clasificación de la División de Honor Plata Femenina - Grupo C; actualización automática |                                   |        |   |   |   |   |    |    |    |

### Grupo D
| | Equipo                                                    | Puntos | J | G | E | P | GF | GC | DG |
| --- | --------------------------------------------------------- | ------ | - | - | - | - | -- | -- | -- |
| 1 | Madrid Base Villaverde                                    | 0      | 0 | 0 | 0 | 0 | 0  | 0  | 0  |
| 2 | Ayto Carrión - Bm Pozuelo de CVA.                         | 0      | 0 | 0 | 0 | 0 | 0  | 0  | 0  |
| 3 | Agrinova Costa del Almería Roquetas                       | 0      | 0 | 0 | 0 | 0 | 0  | 0  | 0  |
| 4 | Club Balonmano Alcobendas                                 | 0      | 0 | 0 | 0 | 0 | 0  | 0  | 0  |
| 5 | Gestoría Bravo C. Bm. Colegio San Francisco de Asís Mijas | 0      | 0 | 0 | 0 | 0 | 0  | 0  | 0  |
| 6 | Melilla Ciudad del Deporte Bm-T Maravilla                 | 0      | 0 | 0 | 0 | 0 | 0  | 0  | 0  |
| 7 | Caserío Ciudad Real                                       | 0      | 0 | 0 | 0 | 0 | 0  | 0  | 0  |
| 8 | C.D. Urci Almería                                         | 0      | 0 | 0 | 0 | 0 | 0  | 0  | 0  |
| 9 | Club Bm Estudiantes                                       | 0      | 0 | 0 | 0 | 0 | 0  | 0  | 0  |
| 10 | Helvetia Montequinto                                      | 0      | 0 | 0 | 0 | 0 | 0  | 0  | 0  |
| 11 | DEZA CBM                                                  | 0      | 0 | 0 | 0 | 0 | 0  | 0  | 0  |
| 12 | UCAM Balonmano Murcia                                     | 0      | 0 | 0 | 0 | 0 | 0  | 0  | 0  |
| 13 | Balonmano Torrejón                                        | 0      | 0 | 0 | 0 | 0 | 0  | 0  | 0  |
| 14 | Balonmano Casa Álvarez Imperial                           | 0      | 0 | 0 | 0 | 0 | 0  | 0  | 0  |
| Fuente: Federación Española de Balonmano: Clasificación de la División de Honor Plata Femenina - Grupo D; actualización automática |                                                           |        |   |   |   |   |    |    |    |